# David Van Rysselberghe
David Van Rysselberghe (Ukkel, 26 december 1986) is een Belgisch hockeyer.

## Levensloop
Van Rysselberghe begon zijn hockeycarrière bij Waterloo Ducks HC. Na de miniemenreeks maakte hij de overstap naar Royal Orée. Bij deze club bleef hij actief tot 2008. Vervolgens kwam Van Rysselberghe negen seizoen uit voor Beerschot HC. Als doelman van deze club werd hij in 2011 verkozen in het FIH All Stars hockeyteam. Hierop volgend ging hij aan de slag bij Braxgata, alwaar hij actief bleef tot 2021.
Daarnaast was hij actief bij het Belgisch hockeyteam. Met de nationale ploeg nam hij onder meer deel aan de Olympische Zomerspelen van 2008 en de Europese kampioenschappen van 2007, 2009 en 2011.
In 2021 volgde hij Maxime Clément op als coach van de damesploeg van White Star. In 2022 werd hij opgevolgd in deze functie door Lionel Sempoux. Zelf ging hij aan de slag als assistent-coach bij het damesteam van Hockey Namur.